# Gunnar Heiman
Gunnar Egon Heiman, född 13 juni 1915 i Stävie församling, Malmöhus län, död 18 maj 1986 i Linköping, var en svensk trädgårdsman.
Heiman, som var son till Thor Heiman och Ellen Ask, utexaminerades från Kungliga Lantbruksakademiens trädgårdsskola i Ultuna 1939, studerade vid Landbohøjskolen i Köpenhamn 1939–1940, praktiserade vid statens försöksstation i Odense 1940–1941, i plantskola i Hamburg 1941 och avlade därefter hortonomexamen i Alnarp 1943. Han var chefsassistent vid Alnarps lantbruksinstituts trädgårdsavdelning 1943–1946, sju månader som tillförordnad ämneslärare, samt var direktör för Linköpings trädgårdsförening och Linköpings stads parkförvaltning från 1946. Han var ledamot av skönhetsrådet i Linköping.